# FőTAXI SC
FőTAXI SC – węgierski klub piłkarski z siedzibą w Budapeszcie, działający w latach 1932–1987.

## Historia

### Chronologia nazw
- 1932: Taxi
- 1939: Autótaxi
- 1940–1945: klub nie funkcjonuje
- 1945: Zuglói MaDISz TE
- 1946: Magyar Országos Gépkocsi Üzemi RT (MOGÜRT) SC (klub został przekazany Magyar Országos Gépkocsi Üzemi RT - Węgierskim Zakładom Samochodowym)
- 1949: Autótaxi SE
- 1950: Autótaxi Munkás Sport Club (MSC) (przejęcie zespołu Pestújhelyi MSC)
- 1951: Előre Autótaxi SK
- 1957: Autótaxi Munkás
- 1978: FőTAXI SC

## Osiągnięcia
- W lidze (3 sezony na 109) : 1945-1945/46, 1947/48